# Trường Đại học Quy Nhơn
Trường Đại học Quy Nhơn (Quy Nhon University) là một trong ba trường đại học đa ngành đứng đầu về đào tạo tại Trung Bộ, là một trụ cột trong hệ thống giáo dục bậc cao của Việt Nam, đang phấn đấu vào nhóm trường đại học trọng điểm quốc gia Việt Nam. Ngoài đào tạo, trường đồng thời còn là một trung tâm nghiên cứu khoa học và chính sách quản lý lớn của miền Trung Việt Nam.

## Lịch sử
Tiền thân của trường Đại học Quy Nhơn là trường Đại học Sư phạm Quy Nhơn được thành lập ngày 21 tháng 12 năm 1977 với cơ sở vật chất tiếp quản từ trường Sư phạm Quy Nhơn của chính quyền cũ trước đó. Ngày 30 tháng 10 năm 2003, trường Đại học Sư phạm Quy Nhơn được đổi tên thành trường Đại học Quy Nhơn.

## Trường Đại học Quy Nhơn ngày nay
- Qua gần 40 năm xây dựng và phát triển, Trường Đại học Quy Nhơn đã lớn mạnh không ngừng, cả về quy mô, lĩnh vực đào tạo lẫn trình độ và chất lượng đào tạo, cả về số lượng và chất lượng đội ngũ giảng viên, viên chức... Hiện nay, trường có 12 khoa, đào tạo 38 ngành thuộc các khối sư phạm, khoa học tự nhiên, khoa học xã hội và nhân văn, kinh tế – tài chính, kỹ thuật, khoa kinh tế & kế toán Lưu trữ ngày 7 tháng 11 năm 2023 tại Wayback Machine và công nghệ, với quy mô xấp xỉ 16.000 sinh viên chính quy và khoảng 8.000 sinh viên không chính quy. Trường đã và đang đào tạo 17 chuyên ngành trình độ thạc sĩ, 3 chuyên ngành trình độ tiến sĩ với quy mô gần 800 học viên, NCS. Ngoài ra, Trường còn đào tạo Đại học, sau Đại học và bồi dưỡng tiếng Việt cho hàng trăm lưu học sinh Lào thuộc các tỉnh Attapeu, Champasack, Saravane và Sekong. Trường Đại học Quy Nhơn đến nay đã trở thành địa chỉ đáng tin cậy và có uy tín, thương hiệu trong xã hội.
- Công tác nghiên cứu khoa học ngày càng được đẩy mạnh; số giảng viên tham gia nghiên cứu khoa học ngày càng tăng, đặc biệt đã hình thành 6 nhóm nghiên cứu cơ bản về Toán và Hóa học; có nhiều sản phẩm nghiên cứu khoa học có chất lượng, đặc biệt nghiên cứu cơ bản. Trong 5 năm qua có 10 đề tài Nafosted, 24 đề tài cấp Bộ và cấp tỉnh, 205 đề tài cấp trường; 679 bài báo, công trình khoa học được công bố trên các tạp chí trong nước; 296 công trình đăng trên các tạp chí khoa học quốc tế (trong đó, SCI: 115 bài; SCIE: 40 bài). Ngoài ra, Trường còn tổ chức nhiều hội nghị khoa học, các lớp học chuyên đề cấp quốc gia, quốc tế. 5 năm qua, Trường đã xuất bản 19 số Tạp chí Khoa học với hơn 240 bài báo khoa học của các tác giả trong và ngoài trường.
- Hoạt động nghiên cứu khoa học của học viên, sinh viên cũng được chú trọng và đạt được kết quả đáng kể; trong 5 năm qua đã có 370 đề tài NCKH của sinh viên được thực hiện; trong đó có 15 đề tài đạt giải thưởng cấp Bộ, đặc biệt có 1 nhóm sinh viên đạt giải nhất Giải thưởng Sinh viên nghiên cứu khoa học Euréka lần thứ XXIII năm 2021 dự thi ở lĩnh vực Công nghệ Hóa - Dược.[6] Nhiều hội nghị khoa học của học viên sau Đại học được tổ chức có chất lượng, hiệu quả.
- Gần 40 năm qua, trường đã đào tạo hơn 80.000 sinh viên, gần 2.000 học viên cao học, NCS trong và ngoài nước tốt nghiệp ra trường; đào tạo trình độ Đại học, sau Đại học; bồi dưỡng, cấp chứng chỉ chương trình học tiếng Việt cho hàng trăm lưu học sinh Lào. Nhiều sinh viên, học viên qua các thế hệ ra trường đã và đang giữ những vị trí quan trọng ở Trung ương và địa phương. Với kết quả đào tạo hàng chục ngàn sinh viên tốt nghiệp ra trường với nhiều ngành nghề, lĩnh vực khác nhau, Trường Đại học Quy Nhơn đã đóng góp đáng kể vào việc cung cấp nguồn nhân lực chất lượng cao, đáp ứng yêu cầu phát triển kinh tế - xã hội của khu vực Nam Trung Bộ, Tây Nguyên và cả nước, góp phần xứng đáng vào sự nghiệp công nghiệp hóa, hiện đại hóa đất nước.
- Với những thành tích nổi bật trên, Nhà trường đã vinh dự được Chủ tịch nước trao tặng Huân chương Lao động hạng Ba (năm 1992), hạng Hai (năm 1997) và hạng Nhất (năm 2002), Huân chương Độc lập hạng Ba (2007). Công đoàn trường được Chủ tịch nước trao tặng Huân chương Lao động hạng Ba (năm 1997) và hạng Hai (năm 2007). Đoàn TNCS Hồ Chí Minh của trường được Chủ tịch nước trao tặng Huân chương Lao động hạng Ba (năm 1999). Ngoài ra, nhà trường, Công đoàn và Đoàn Thanh niên nhà trường còn được tặng thưởng nhiều Cờ thi đua và Bằng khen của các cấp... Đây là những phần thưởng cao quý, có ý nghĩa to lớn, khẳng định sự trưởng thành vượt bậc, sự phát triển toàn diện và ngày càng lớn mạnh của nhà trường.

## Chất lượng đào tạo

### Kiểm định chất lượng đào tạo
Trường đã được hệ thống Đại học Đà Nẵng kiểm định và chứng nhận trường đạt tiêu chuẩn chất lượng giáo dục vào 12 tháng 10 năm 2017.

### Bảng xếp hạng
Theo bảng xếp hạng uniRank năm 2018, Đại học Quy Nhơn là trường đứng thứ 5 tại vùng Duyên hải Nam Trung Bộ, đứng thứ 11 tại miền Trung và đứng thứ 51 tại Việt Nam.
Còn theo bảng xếp hạng Webometrics năm 2018, Đại học Quy Nhơn đứng thứ 2 tại vùng Duyên hải Nam Trung bộ, đứng thứ 18 tại Việt Nam.
* Lưu ý: Vì trường Đại học Quy Nhơn là một trường Đại học đào tạo đa ngành, không chuyên về đào tạo bởi một nhóm ngành cụ thể nên thứ hạng đã được kéo lên bởi những ngành thế mạnh được đầu tư trọng tâm của trường.

## Các Hiệu Trưởng qua các thời kỳ
- GS. TS. Trần Xuân Nhĩ
- NGND. GS. Lê Hoài Nam
- NGƯT. TS. Nguyễn Minh Châu
- NGƯT. TS. Trần Tín Kiệt (1999-01/2009)
- NGƯT. GS. TS. Nguyễn Hồng Anh (6/2009-3/2017)
- NGƯT. PGS. TS. Đỗ Ngọc Mỹ (3/2017-7/2024)
- PGS. TS. Đoàn Đức Tùng (7/2024-nay)

## Ban Giám Hiệu
Hiệu Trưởng:
- PGS.TS. Đoàn Đức Tùng

Các Phó Hiệu Trưởng:
- TS. Đinh Anh Tuấn
- TS. Hà Thanh Hải

## Các Khoa
- 1. Khoa Lý luận chính trị - Luật & Quản lý nhà nước
- 2. Khoa Khoa học tự nhiên
- 3. Khoa Khoa học xã hội & nhân văn
- 4. Khoa Ngoại ngữ
- 5. Khoa Giáo dục tiểu học & mầm non
- 6. Khoa Công nghệ thông tin
- 7. Khoa Giáo dục Thể chất - Quốc phòng
- 8. Khoa Sư phạm
- 9. Khoa Kỹ thuật & Công nghệ
- 10. Khoa Toán & Thống kê
- 11. Khoa Kinh tế & Kế toán
- 12. Khoa Tài chính - Ngân hàng & Quản trị kinh doanh
- 13. Bộ môn Kỹ thuật Ô tô

## Các Phòng ban
- 1. Phòng Đào tạo Đại học
- 2. Phòng Đào tạo sau Đại học
- 3. Phòng Đào tạo và Bồi dưỡng thường xuyên
- 4. Phòng Khảo thí và Đảm bảo chất lượng
- 5. Phòng Tổ chức cán bộ
- 6. Phòng Hành chính - Tổng hợp
- 7. Phòng Kế hoạch - Tài chính
- 8. Phòng Công tác chính trị - sinh viên
- 9. Phòng Thanh tra
- 10. Phòng Khoa học công nghệ và Hợp tác quốc tế
- 11. Phòng Cơ sở vật chất

## Các Trung tâm và Viện nghiên cứu
- 1. Trung tâm Thông tin Tư liệu
- 2. Trung tâm tin học
- 3. Trung tâm ngoại ngữ
- 4. Trung tâm công nghệ thông tin và truyền thông
- 5. Trung tâm ngôn ngữ và văn hóa Nhật Bản
- 6. Trung tâm đào tạo & tư vấn kinh tế và kế toán
- 7. Trung tâm Tư vấn tuyển sinh và Quan hệ doanh nghiệp
- 8. Viện Khoa học giáo dục
- 9. Viện Nghiên cứu ứng dụng khoa học công nghệ

## Các ngành đào tạo Thạc sĩ
- Nhóm ngành giáo dục
  - Lý luận và phương pháp dạy học giáo dục tiểu học
  - Lý luận và phương pháp dạy học giáo dục thể chất
  - Lý luận và phương pháp dạy học bộ môn tiếng Anh
  - Quản lý giáo dục
- Nhóm ngành kinh tế
  - Quản lý kinh tế
  - Quản trị kinh doanh
  - Kế toán
- Nhóm ngành ngôn ngữ – nhân văn – chính trị
  - Ngôn ngữ Anh
  - Lịch sử Việt Nam
  - Ngôn ngữ học
  - Chính trị học
- Nhóm ngành khoa học tự nhiên
  - Sinh học thực nghiệm
  - Vật lý chất rắn
  - Hóa vô cơ
  - Hóa lý thuyết và hóa lý
  - Toán giải tích
  - Đại số và lý thuyết số
  - Phương pháp toán sơ cấp
  - Khoa học dữ liệu
  - Khoa học máy tính
  - Kỹ thuật điện
  - Kỹ thuật viễn thông

## Cựu Sinh viên
- Nguyễn Sum - Nhà toán học. Ông nhận Giải thưởng Tạ Quang Bửu của Bộ Khoa học và Công nghệ Việt Nam năm 2017.